# 古巴工人中央工会

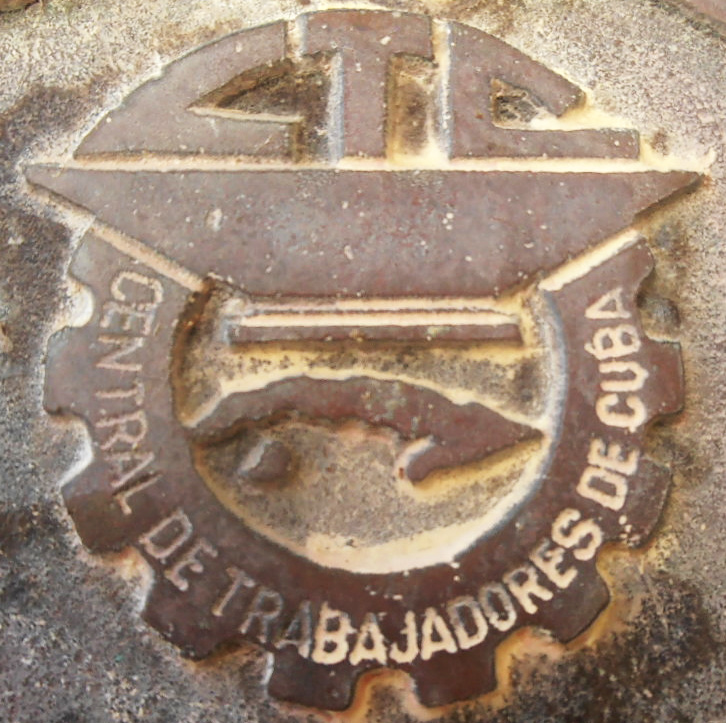
古巴工人中央工会标志的浮雕

古巴工人中央工会（西班牙語：Central de Trabajadores de Cuba，缩写为CTC）是古巴的一个全国性工会联合会。该组织成立于1939年1月23日—28日，由古巴全国工人联盟等工会组织合并而成，当时取名为古巴工人联盟。1961年，改用现名。
该组织接受古巴共产党的领导。该组织的总部位于哈瓦那。该组织有2998634名成员。该组织是世界工会联合会和国际人民大会的成员。该组织曾加入玻利瓦尔人民大会。